# Řád svatého Konstantina (a Heleny)
Řád sv. Konstantina, později též Řád sv. Konstantina (a Heleny), je organizace, která vystupuje jednak jako rytířský řád, jednak jako pravoslavné bratrstvo a je aktivní jak v českých zemích, tak ve světě.

## Dějiny a status
Vzhledem k absenci dostatečného množství pramenů je vývoj této organizace velmi obtížné sledovat. Podle vlastní tradice je organizace pokračovatelem bratrstva založeného roku 312 římským císařem Konstantinem Velikým, resp. 1180 byzantským císařem Izákem II. Angelem, a následně neapolského Konstantinova řádu sv. Jiří.

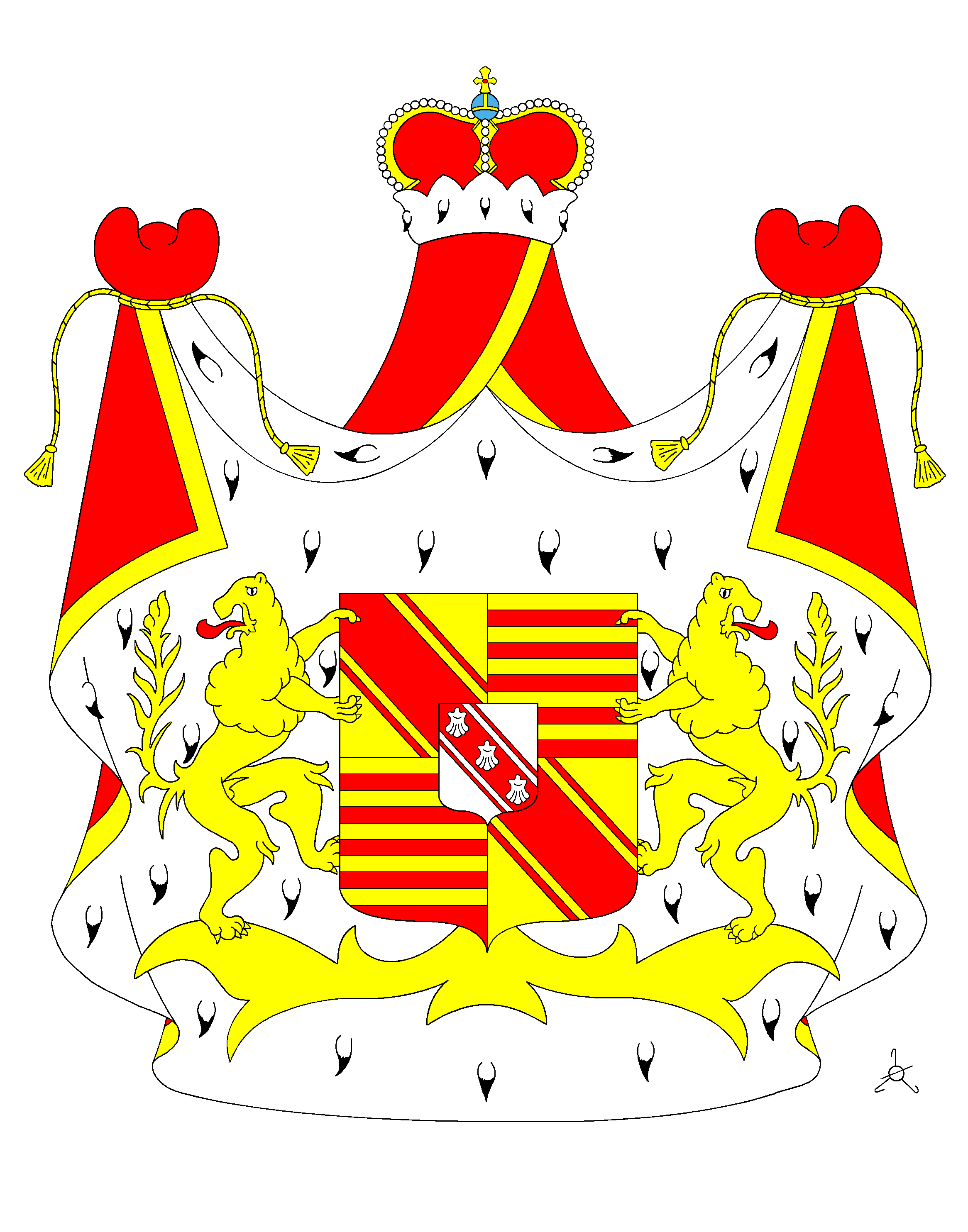
Erb vévodů a knížat Beaufort-Spontin

Když se počátkem 50. let po vzniku Světové rady církví začaly šířit myšlenky ekumenismu, několik osob navazujících na tradice výše uvedených řádů v čele se švýcarským průmyslníkem a filantropem Richardem Guyer-Freyem proklamovalo vytvoření Řádu sv. Konstantina (Ordo sancti Constantini Magni). Zatímco původní Konstantinův řád sv. Jiří zůstal striktně katolický, nová společnost, registrovaná 29. května 1953 ve Švýcarsku jako rytířská organizace, si za cíl stanovila prohloubení myšlenek ekumenismu, šíření náboženské tolerance, budování mostů mezi lidmi, rasami a kulturami ve všech oblastech života a zejména navazování na řecko-římsko-byzantské dědictví. Proto také do svých řad přijímala katolíky, protestanty i pravoslavné. V roce 1962 zvolen hlavou řádu (velmistrem) Friedrich vévoda a kníže Beaufort-Spontin (1916–1998), původem z belgické aristokratické rodiny, která až do roku 1945 držela statky v západních Čechách.
Vzhledem k pozdnímu datu vzniku a zejména faktu, že u jeho vzniku (resp. oddělení) nestál člen žádného panovnického rodu, je jeho příslušnost ke „klasickým“ rytířským řádům zpochybňována. Protože nebyl evidován Mezinárodní komisí rytířských řádů (The International Commission on Orders of Chivalry), je označován za samozvaný rytířský řád. V květnu 1970 převzal řád pod svou patronaci alexandrijský patriarcha řecké ortodoxní církve Mikuláš VI., jenž se stal jeho hlavní duchovní autoritou a později mu dokonce udělil status čestné stráže Apoštolského trůnu Alexandrie. Od této doby je alexandrijský patriarcha také nejvyšším církevním patronem řádu.

## Rozdělení organizace
Po pádu komunismu, roku 1990, zahájil Řád sv. Konstantina Velikého své působení také ve státech střední Evropy. Jeho aktivity v českých zemích jsou spojeny s osobou Vojtěcha Kozáka neboli Adalberta (Vojtěcha) Esterházyho.
Tento muž byl zajímavou osobností. Přestože pocházel z neurozené rodiny, jeho matka byla nemanželskou dcerou Karla hraběte Esterházyho de Galantha (1847–1919) a on sám byl adoptován Karlovým bezdětným synem Michaelem (1884–1933) pod jménem Adalbert (Vojtěch) Esterházy. Šlechtický titul mu však nikdy udělen ani potvrzen nebyl. Nakonec se však v rodině syn narodil a dědicem jmění celé této linie Esterházyů stal Michaelův synovec Carl (1918–1958). Adalbert se vrátil k rodičům i k původnímu jménu Vojtěch Kozák. Po emigraci roku 1969 žil v Rakousku, kde koncem 80. let opět přijal jméno Esterházy a po roce 1990 se vrátil do Československa.
Členem Řádu sv. Konstantina se stal v 80. letech a po roce 1990 byl díky svým kontaktům na území českých zemí a Slovenska jmenován zástupcem zmocněnce této organizace pro státy střední Evropy Johannese (Hanse) Mertense. Protože se Mertens ve zdejších poměrech nevyznal, přenechával stále více práce Esterházymu. Mezi oběma muži však později došlo k roztržce a to zřejmě hned ze dvou důvodů: při přijímání nových členů a ohledně náboženské orientace řádu. Zatímco Mertens a vedení řádu odmítalo další rozšiřování řádu v Polsku, Esterházy byl proti a podnikl kroky ke zřízení zvláštní polské komendy. Mnohem vážnější byla roztržka ohledně náboženského směřování řádu. Zatímco Mertens a řádová vláda trvali na zachování ekumenismu, Esterházy, který ve vysokém věku konvertoval k pravoslaví, tvrdil, že by se řád měl profilovat jako výhradně ortodoxní vzhledem k svému statusu čestné stráže Apoštolského trůnu Alexandrie. Tento postoj způsobil v organizaci rozkol, který vyvrcholil po smrti velmistra Friedricha von Beaufort-Spontin roku 1998 rozdělením organizace na dvě nezávislé linie. Po rozdělení roku 1998 tak existují dvě odnože řádu s totožným názvem, které se vzájemně neuznávají – Řád sv. Konstantina Velikého a Řád sv. Konstantina Velikého (a Heleny).

## Řád sv. Konstantina Velikého
Po rozpadu jednotného řádu roku 1998 byl jeho hlavou zvolen syn Friedricha von Beaufort-Spontin, vévoda a kníže Friedrich Christian (*1944), římský katolík žijící v Německu. Tato větev zůstala ekumenická. V současné době působí ve 32 státech světa, nejvíce členů však má ve Finsku a z Finů je složena celá řádová vláda. Je také většinově evangelická, jen současný velmistr je katolík. Zástupcem velmistra je Raimo Ilaskivi (*1928), bývalý finský politik, v letech 1979–1991 starosta Helsinek a v letech 1996–1999 poslanec evropského parlamentu, který roku 1994 neúspěšně kandidoval na úřad prezidenta. Řád vydává vlastní časopis nazvaný Constantinian News.
Podle řádových stanov stojí v čele řádu velmistr, doživotně volený řádovou radou složenou z řádové vlády a třiceti zástupců členů organizace, který musí být schválen alexandrijským patriarchou. Prvním velmistrem byl zvolen Friedrich vévoda a kníže Beaufort-Spontin (1916–1998), původně též rytíř Konstantinova řádu sv. Jiří, po jehož smrti byl do úřadu zvolen jeho syn Friedrich Christian (*1944).
Členové řádu (rytíři) jsou dnes rozděleni do tří kategorií:
- Velkokřižníci
- Velkodůstojníci
- Komandéři

Organizace dále svým stoupencům udílí Záslužný kříž a Záslužnou medaili.

## Řád sv. Konstantina Velikého (a Heleny)
Druhou linii řádu představuje pravoslavné bratrstvo, které bylo oficiálně v České republice registrováno rozhodnutím Ministerstva vnitra z 20. února 1998 názvem International Ordo Sancti Constantini Magni. V rámci sporu o nástupnictví a legitimitu byla tato linie v jistém smyslu úspěšnější než „finská“ větev, protože jako jediná dosáhla potvrzení statutu mezinárodní nevládní organizace. Dne 6. prosince 1999 byla navíc prohlášena součástí Pravoslavné církve a získala titul „ochránce pravoslaví“. O rok později byla jako mezinárodní organizace zaregistrována také u OSN. Na počátku 21. století došlo k úpravě názvu bratrstva do podoby Řád sv. Konstantina Velikého (a Heleny). Přidáním jména sv. Heleny, matky císaře Konstantina, měla být zdůrazněna pravoslavná orientace společenství. Po rozdělení organizace roku 1998 se první hlavou (velmistrem) pravoslavné linie stal výše zmíněný Vojtěch Esterházy. Ten během svého působení v úřadě rozšířil aktivity bratrstva do řady evropských států i do USA, kde byly vytvořeny autonomní pobočky (tzv. komendy), z nichž nejpočetnější jsou slovenská a polská.
Vzhledem k pravoslavnému charakteru této větve, zároveň velmi malému zastoupení pravoslavných mezi českou populací i radikálnímu slovanství Vojtěcha Esterházyho byly v 90. letech do řádu často přijímány osoby ruské národnosti, které se usadily v Česku. Tito jedinci měli často úzké vazby i na jiné pravoslavné země, zejména na Srbsko a Rusko, a proto není překvapující, že někteří roku 1999 ostře kritizovali operaci Spojenecká síla, letecké údery NATO proti Srbsku. V této době se stali členy řádu také některé osobnosti českého politického a ekonomického života známé svou radikálně proruskou a protiamerickou orientací: např. Jaroslav Foldyna, Štěpán Popovič či Aleš Řebíček.
Esterházyho velkorysý přístup k rozšiřování členské základny měl i negativní důsledky. Někteří noví členové – zejména z řad ruské minority v Česku – totiž byli, jak se později zjistilo, zapleteni do organizovaného zločinu, což způsobilo, že se pravoslavné bratrstvo načas v negativním smyslu dostalo do centru zájmu médií. S organizací byly spojovány i některé kontroverzní osoby (např. lékař Jaroslav Barták), které se ale ve skutečnosti členy nikdy nestaly.

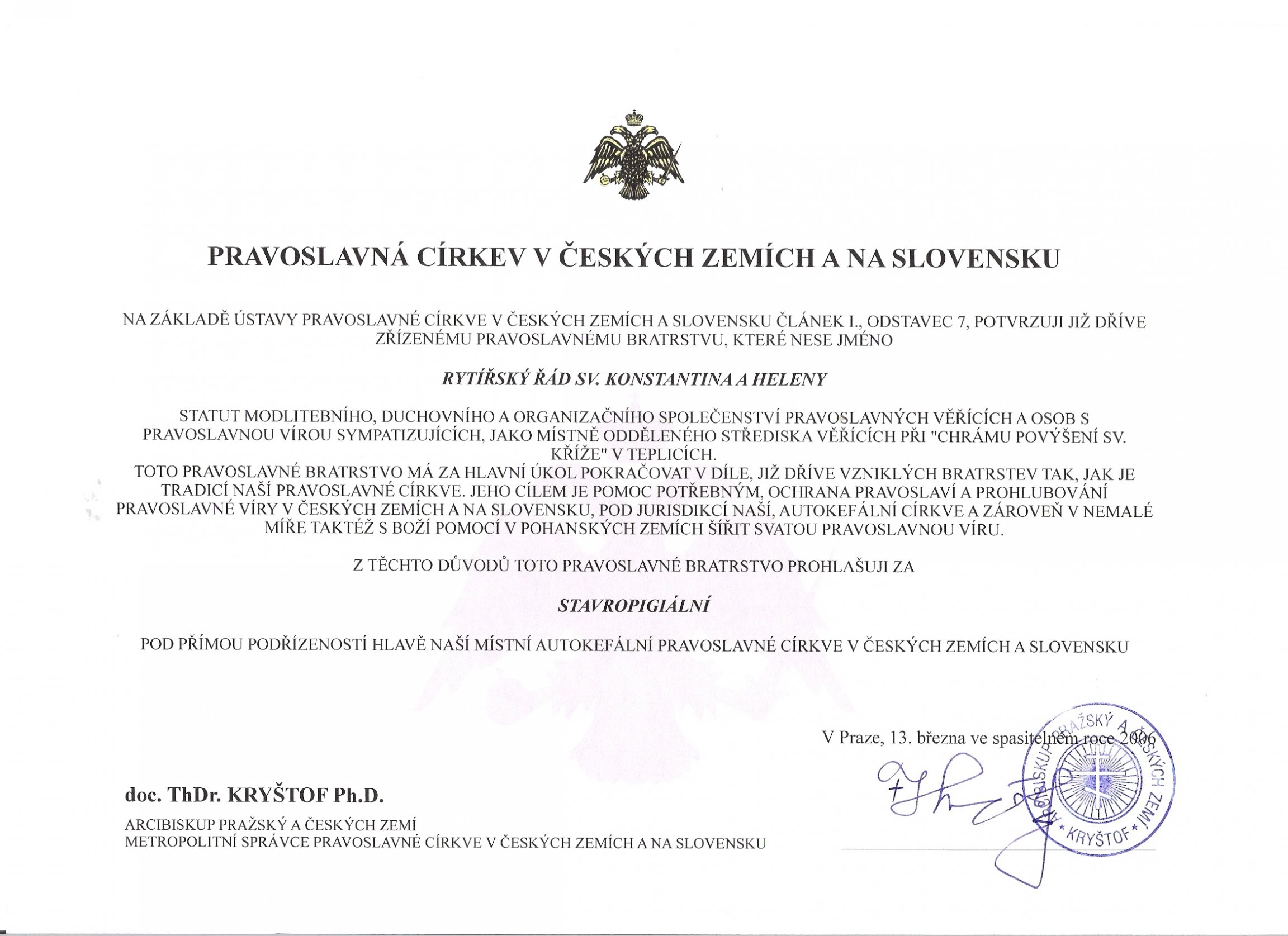
Prohlášení Řádu sv. Konstantina (a Heleny) za stavropigiální bratrstvo (2006)

Situace se změnila až po smrti Esterházyho, respektive rezignaci jeho nástupce Vladimíra Valdeckého roku 2006. Tehdy byl zvolen velmistrem pravoslavný kněz Eugen Freimann, který již od roku 2000 zastával úřad administrátora. Pod jeho vedením byla organizace tehdejším pravoslavným arcibiskupem pražským Kryštofem, metropolitou českých zemí a Slovenska za stavropigiální, a o dva roky později registrována v celosvětovém katalogu pravoslavných institucí.

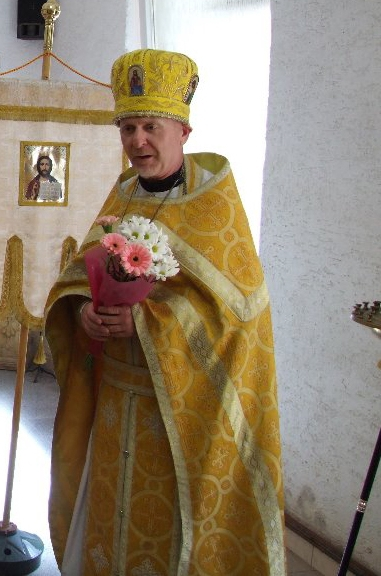
Archimandrita Eugen Freimann

Nedlouho poté ovšem byla pověst organizace opět vážně poškozena, nyní v souvislosti s hlubokým rozkolem v české pravoslavné církvi. Ta byla mj. způsobena sílícím postavením ruských věřících, kteří odmítali českými členy propagované sblížení mezi západní a východní církví a začali prosazovat výlučnou orientaci na moskevský patriarchát. Údajně právě kvůli tomuto tlaku došlo roku 2013 k rezignaci pravoslavného arcibiskupa českých zemí Kryštofa, který byl také spojen s Řádem sv. Konstantina (a Heleny). Hlava organizace, archimandrita Eugen Freimann, byl navíc již několik let předtím nařčen ze spolupráce s StB a dále též obviněn ze znásilnění a z krádeže, žádné z obvinění však nebylo prokázáno. Žalující byl dokonce 3. února 2011 odsouzen za zločin křivého obvinění a v tisku byla otištěna omluva. V roce 2013 mu byl posvátným synodem české pravoslavné církve zakázán výkon kněžské služby. Po vytvoření Pravoslavné církve Ukrajiny, která získala roku 2019 status autokefální církve, se Řád sv. Konstantina (a Heleny) orientuje na spolupráci výhradně s Kyjevem. Již roku 2017 byl Eugen Freimann hlavou Pravoslavné církve Ukrajiny jmenován do čestné funkce archimandrity.

### Organizace pravoslavného bratrstva Řádu Konstantina Velikého (a Heleny)
V čele pravoslavného bratrstva Řádu sv. Konstantina (a Heleny) stojí představený s titulem velmistra. Je volen na doživotí generální kapitulou na základě předpisů pravoslavné církve a jeho volba vychází ze schématu volby eparchiálních biskupů a metropolity. Hlasovací právo mají výhradně členové bratrstva výlučně pravoslavného vyznání. Příslušníci jiných křesťanských vyznání se nemohou stát řádnými, jen přidruženými členy (tzv. čestnými rytíři).
Na rozdíl od (převážně finského) Řádu Konstantina Velikého nebyla česká linie nikdy rozdělena do tříd. Členům organizace je přiznáváno jen právo na čestné označení „rytíř Řádu sv. Konstantina Velikého a Heleny“, které neznamená povýšení do šlechtického stavu. Zatímco pravoslavní (řádní) členové nosí při slavnostech bílý plášť a řádovou dekorací na žluté (zlaté) stuze, čestným členům náleží černý plášť a dekorace na modré stuze. Organizace provozuje vlastní webové stránky, na rozdíl od "finské" linie řádu ale nevydává žádný bulletin.

## Řádová dekorace

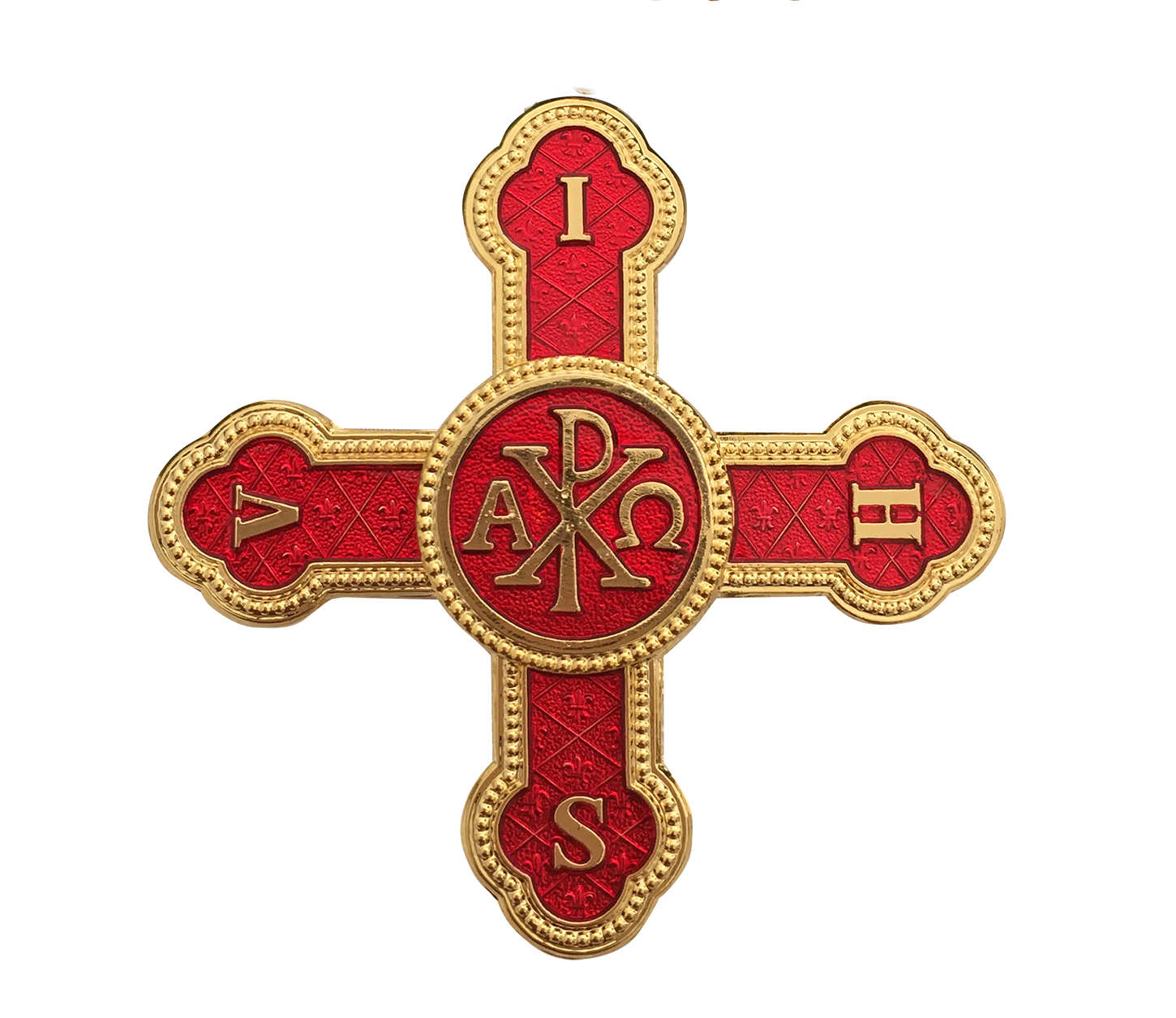
Kříž Řádu sv. Konstantina a Řádu sv. Konstantina (a Heleny)

Symbolem obou linií, Řádu sv. Konstantina a Řádu sv. Konstantina (a Heleny) je červeně smaltovaný a zlatě lemovaný jetelový kříž, v jehož středu je kruhový medailon s Kristovým monogramem (řecké litery X a P, tj. Χριστός = Christos), na ramenech pak vždy po jedné latinské liteře I, H, S a V (In hoc signo vinces). Jde o narážku na vítězství římského císaře Konstantina I. (sv. Konstantina) u Milvijského mostu 28. října 312 a jeho vidění s tímto triumfem spojené.
Zatímco Řád sv. Konstantina užívá pro všechny členy výlučně dekoraci zavěšenou na modré stuze, v případě Řádu sv. Konstantina (a Heleny) nosí řádní (tj. pravoslavní) členové žlutou stuhu, sympatizanti (čestní členové, kteří nejsou členy ortodoxní církve) modrou.

## Tzv.Royal Order of Constantine the Great and Saint Helen
Podobně se jako na věhlasu Maltézského řádu v průběhu druhé poloviny 20. století začalo přiživovat z komerčních důvodů přes šedesát samozvaných organizací, vznikla v návaznosti na Konstantinův řád soukromá, ryze komerčně zaměřená organizace nazvaná Královský řád Konstantina Velikého a Heleny (Royal Order of Constantine the Great and Saint Helen). Svým charakterem naplňuje definici samozvaného rytířského řádu coby organizace, která se sama vydává za rytířský řád, ačkoliv jím podle mezinárodního práva není.
K vzniku tohoto řádu došlo po roce 2000. Jeho velmistrem (či spíš majitelem) je Rafael Andujar y Vilches, který se sám proklamoval hlavou královského domu Kappadokie, zaniklého království na území Malé Asie, které bylo roku 17 po Kristu anektováno Římem.
Nové členy přijímá organizace bez výběru po zaplacení příslušné taxy a za peníze také udílí šlechtické tituly včetně vévodských. „Řád“ je aktivní zejména v zemích, které nemají žádné rytířské tradice – v jihoamerických republikách, Gruzii, na Balkáně, v Jižní Koreji či USA. Řád sídlí na soukromé adrese ve španělské Seville a na Havajských ostrovech, bankovní konto má pak v Panamě.

## Známí členové
Řád svatého Konstantina obou linií má v současné době stovky členů po celém světě.
- Vojtěch Esterházy, zakladatel řádu v českých zemích
- Raimo Ilaskivi, bývalý finský politik
- Friedrich Christian vévoda a kníže von Beufort-Spontin
- Eugen Freimann (Evžen Freimann), hlava (velmistr) Řádu sv. Konstantina (a Heleny)
- Aleš Řebíček, 2006–2009 ministr dopravy ČR (člen ODS)
- Jaroslav Foldyna, poslanec Poslanecké sněmovny Parlamentu České republiky (poslanecký klub SPD)
- Štěpán Popovič, průmyslník
- Kryštof, pravoslavný arcibiskup pražský a metropolita českých zemí Pravoslavné církve (z organizace vystoupil roku 2013)
- Eduard Landa, český malíř regionu Podorlicka.
- Sergej Onyskiv, kterého v roce 2004 zatkli detektivové ÚOOZ a následně byl obviněn z organizátorství trestného činu kuplířství a obchodování s lidmi[21][22]
- Valentin Varennikov, sovětský a ruský generál, poslanec ruské dumy a nositel vyznamenání Hrdina Sovětského svazu
- Vojtěch Merunka, český pedagog a lingvista